# Markus A. Denzel

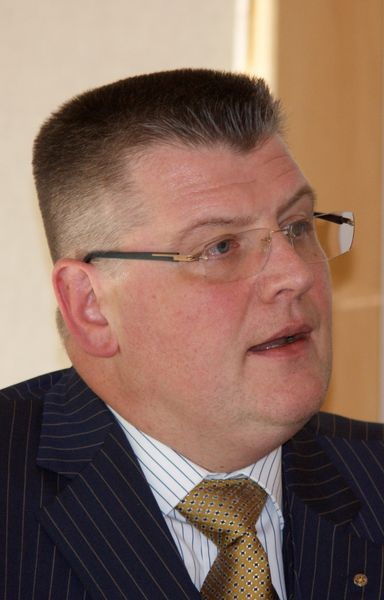
Markus A. Denzel, aufgenommen von Werner Maleczek auf der Frühjahrstagung des Konstanzer Arbeitskreises im April 2014 in Hegne.

Markus Andreas Denzel (* 20. April 1967 in Nürnberg) ist ein deutscher Wirtschaftshistoriker, der sich vor allem mit spätmittelalterlicher und frühneuzeitlicher Wirtschaftsgeschichte befasst.

## Leben und Wirken
Markus Denzel studierte von 1987 bis 1991 Geschichte und Historische Theologie an der Otto-Friedrich-Universität Bamberg. Er war Stipendiat der Bayerischen Begabtenförderung. In Bamberg hat er 1991 den Magister in Geschichte erworben und im Wintersemester 1993/1994 promoviert. Von 1987 bis 1992 war er Mitarbeiter an DFG-Projekten am Bamberger Lehrstuhl für Wirtschafts- und Sozialgeschichte von Jürgen Schneider, von 1992 bis 1994 war er Promotionsstipendiat der Bischöflichen Studienförderung Cusanuswerks. Nach der Promotion war er von 1994 bis 1997 wissenschaftlicher Assistent bei Karl Heinrich Kaufhold, die Habilitation in Göttingen erfolgte 1997. Er wurde 1998 zum Oberassistenten und 2000 zum außerplanmäßigen Professor ernannt. Neben verschiedenen Lehrstuhlvertretungen war er von 2001 bis 2016 Gastprofessor an der Freien Universität Bozen. Seit 2002 ist Denzel Inhaber des Lehrstuhls für Sozial- und Wirtschaftsgeschichte am Historischen Seminar der Universität Leipzig. Von 2003 bis 2005 war er Studiendekan für die Magisterstudiengänge der Fakultät für Geschichte, Kunst und Orientwissenschaften, von 2005 bis 2008 Dekan der Fakultät. Seit 2018 leitet er das Leipzig Resilience Hub, eine Forschungs- und Diskussionsplattform für Historische Resilienz-Forschung an der Universität Leipzig.
Sein Interesse gilt besonders dem Internationalen Zahlungsverkehr, der Funktion von Geld und Wechsel sowie der Währungsgeschichte. Dabei untersuchte er auch das Transfersystem der Römischen Kurie und die Rolle der ihr als Bankiers dienenden Kaufleute, ausgehend vom fränkischen Raum im Spätmittelalter. Mit seiner 2012 veröffentlichten Studie zum Nürnberger Banco Publico liegt erstmals eine Untersuchung zur geschäftlichen Entwicklung des Bancos von der Gründung 1621 bis zur Auflösung um 1827 vor.
Denzel ist führendes Mitglied in verschiedenen nationalen und internationalen Kommissionen und Fachgesellschaften (Numismatische Kommission der Länder in der Bundesrepublik Deutschland; Internationales Komitee für Historische Metrologie, Generalsekretär seit 1997; Vorsitzender der Forschungsstiftung für vergleichende europäische Überseegeschichte; Mitglied im Wissenschaftlichen Beirat des Istituto Internazionale di Storia Economica „F. Datini“). 2010 wurde er zum Mitglied der Academia Europaea gewählt. 1998 erhielt er den Heinz Maier-Leibnitz-Preis.

## Schriften (Auswahl)
Monographien
- Kurialer Zahlungsverkehr im 13. und 14. Jahrhundert. Servitien- und Annatenzahlungen aus dem Bistum Bamberg (= Beiträge zur Wirtschafts- und Sozialgeschichte. Bd. 42). Steiner, Stuttgart 1991, ISBN 3-515-05980-6 (Zugleich: Bamberg, Universität, Diplomarbeit, 1990/91).
- „La Practica della Cambiatura“. Europäischer Zahlungsverkehr vom 14. bis zum 17. Jahrhundert (= Beiträge zur Wirtschafts- und Sozialgeschichte. Bd. 58). Steiner, Stuttgart 1994, ISBN 3-515-06577-6 (Zugleich: Bamberg, Universität, Dissertation, 1994).
- Der Preiskurant des Handelshauses Pelloutier & Cie aus Nantes (1763–1793) (= Beiträge zur Wirtschafts- und Sozialgeschichte. Bd. 73). Steiner, Stuttgart 1997, ISBN 3-515-07027-3.
- Professionen und Professionisten. Die Dachsbergsche Volksbeschreibung im Kurfürstentum Baiern (1771–1781) (= Vierteljahrschrift für Sozial- und Wirtschaftsgeschichte. Beihefte. Nr. 139). Steiner, Stuttgart 1998, ISBN 3-515-07244-6 (Zugleich: Göttingen, Universität, Habilitations-Schrift, 1997).
- Die Bozner Messen und ihr Zahlungsverkehr (1633–1850) (= Veröffentlichungen des Südtiroler Landesarchivs. Bd. 21). Verlags-Anstalt Athesia, Bozen 2005, ISBN 88-8266-394-9.
- Das System des bargeldlosen Zahlungsverkehrs europäischer Prägung vom Mittelalter bis 1914 (= Vierteljahrschrift für Sozial- und Wirtschaftsgeschichte. Beihefte. Nr. 201). Steiner, Stuttgart 2008, ISBN 978-3-515-09292-0.
- Der Nürnberger Banco Publico, seine Kaufleute und ihr Zahlungsverkehr (1621–1827) (= Vierteljahrschrift für Sozial- und Wirtschaftsgeschichte, Beihefte. Bd. 217). Steiner, Stuttgart 2012, ISBN 978-3-515-10135-6.

Edition
- mit Ekkehard Westermann: Das Kaufmannsnotizbuch des Matthäus Schwarz aus Augsburg von 1548 (= Vierteljahrschrift für Sozial- und Wirtschaftsgeschichte. Beihefte. Bd. 215). Steiner, Stuttgart 2011, ISBN 978-3-515-09899-1.

Herausgeberschaften
- Wirtschaft – Politik – Geschichte. Beiträge zum Gedenkkolloquium anläßlich des 100. Geburtstages von Wilhelm Abel am 16. Oktober 2004 in Leipzig (= Studien zur Gewerbe- und Handelsgeschichte der vorindustriellen Zeit. Bd. 24). Steiner, Stuttgart 2004, ISBN 3-515-08633-1.
- mit Günther Schulz: Deutscher Adel im 19. und 20. Jahrhundert. Büdinger Forschungen zur Sozialgeschichte 2002 und 2003 (= Deutsche Führungsschichten in der Neuzeit. Bd. 26). Scripta Mercaturae Verlag, St. Katharinen 2004, ISBN 978-3-89590-145-4.
- Vom Welthandel des 18. Jahrhunderts zur Globalisierung des 21. Jahrhunderts. Leipziger Überseetagung 2005, [vom 20. bis 22. Mai] (= Beiträge zur europäischen Überseegeschichte. Bd. 92). Steiner, Stuttgart 2007, ISBN 978-3-515-09038-4.
- mit Christina Dalhede: Preindustrial commercial history. Flows and contacts between cities in Scandinavia and North Western Europe (= Beiträge zur Wirtschafts- und Sozialgeschichte. Bd. 124 = En tidig europamarknad. Bd. 6 = Arkiv i väst. Bd. 13). Steiner, Stuttgart 2014, ISBN 978-3-515-10824-9.
- mit Andrea Bonoldi, Andrea Leonardi, Cinzia Lorandini: Merchants in Times of Crisis (16th to mid-19th Century) (= Beiträge zur Wirtschafts- und Sozialgeschichte. Nr. 127). Steiner, Stuttgart 2015, ISBN 978-3-515-11060-0.
- Europäische Messegeschichte 9.–19. Jahrhundert. Böhlau Verlag, Köln u. a. 2018, ISBN 978-3-412-50794-7.